# One Tower (Moskau)
One Tower ist ein geplanter Wolkenkratzer in Moskau City. Mit einer geplanten Höhe von 405 Metern soll der One Tower hinter dem Lachta-Zentrum in Sankt Petersburg das zweithöchste Gebäude Europas und das höchste der Stadt werden.
Für die ersten 12 Stockwerke des Wolkenkratzers sind ein Einkaufszentrum und Büroflächen geplant. Für die darüber liegenden Stockwerke mit dem Grundriss eines gleichschenkligen Dreiecks sind Wohneinheiten und auf 399 Metern Höhe eine Aussichtsplattform vorgesehen. Auf dem Dach soll ein Hubschrauberlandeplatz entstehen.
Stand September 2021 sehen die Pläne für den Bau nicht mehr 405 Meter, sondern 443 Meter Höhe und 106 oberirdische Etagen vor.
Stand Februar 2023 befindet sich das Projekt im Baustopp.